# Cremersia platula
Cremersia platula är en tvåhjärtbladig växtart som beskrevs av Feuillet och L.E. Skog. Cremersia platula ingår i släktet Cremersia och familjen Gesneriaceae. Inga underarter finns listade i Catalogue of Life.